# Szumátrai díszmárna

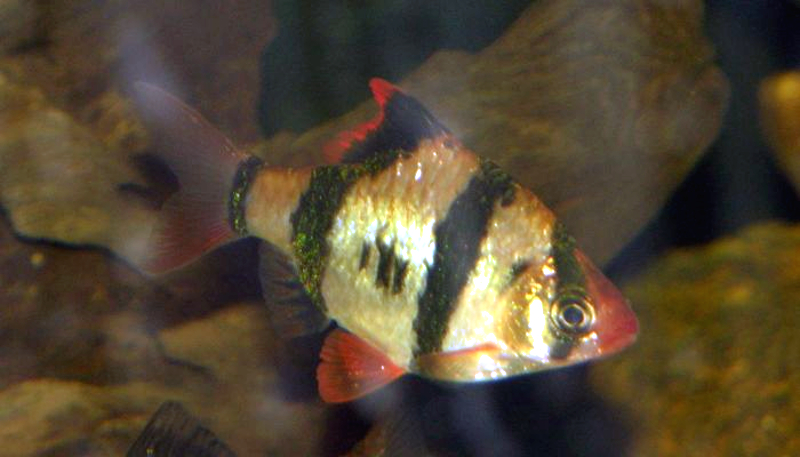

A szumátrai díszmárna (Puntius tetrazona) a sugarasúszójú halak (Actinopterygii) osztályába, ezen belül a pontyalakúak (Cypriniformes) rendjébe és a pontyfélék (Cyprinidae) családjába tartozó faj.
Egyes rendszerezések a Barbus nembe sorolják Barbus tetrazona néven.
Négyöves díszmárnának is nevezik.

## Előfordulása
Indonéziában Szumátra és Borneó szigetének folyóvizeiben él.

## Megjelenése
Testhossza 6 centiméter. Világosbarna testét négy, sötét, függőleges sáv keresztezi. Fekete hátúszójának szegélye vörös. Mell- és hasúszói szintén vörösek, míg a farokúszó vörös lebenyei közt színtelen tér található. A nőstények színezete fakóbb, míg a hímek orra és hátúszója élénkvörös. A hímek nem jelentenek veszélyt egymásra, néha játékos kergetőzéssel megfűszerezett verekedést imitálhatnak. Kitenyésztettek albínó, „szőke”, és zöld színű változatokat is.

## Tartása
Általánosságban a min. 70, de inkább 80 literes akváriumot kedveli.
Csapathal, de ne tartsuk együtt guppikkal, gurámikkal és bettákkal, mert kellemetlen úszócsipkedő. Középnagy, nem fátyols úszójú halak mellé ideális. Kedvelt akváriumi hal, állandóan mozog, élénk és szívós. Békés állat, játékos természetükkel zavarhatják a nyugodt és félénk halakat. Pontyfélék és nagyobb pontylazacok, esetleg elevenszülők mellé (a guppi kivételével) társítható.
Kövek és növények közé ikráznak. A nőstény hasrésze nagyon megduzzad az ikrázás közeledtével. Szabadon ikrázó. Párzáskor a hím farkával átöleli a nőstényt. Nem túl gondos szülő, sokszor maga az anya falja fel az ikrákat, amint kibocsátja őket.
A nitritmérgezést egy helyben úszással és fejenállással jelzi, korai stádiumban kifeszítik úszóikat.